# Starachowice (gmina)
Starachowice (od 1870 Wierzbnik) – dawna gmina wiejska istniejąca w latach 1867–1870 w guberni radomskiej. Siedzibą władz gminy była wieś Starachowice.
Za Królestwa Polskiego gmina Starachowice należała do powiatu iłżeckiego w guberni radomskiej. 1 stycznia?/13 stycznia 1870 gmina została zniesiona w związku z przyłączeniem do niej pozbawionego praw miejskich Wierzbnika i równoczesnym przemianowaniem jednostki na gminę Wierzbnik.